# Bahnstrecke Villingen–Friedrichshütte
| Kursbuchstrecke (DB): | 193e                               |                      |                      |
| Streckenlänge: | 4,53 km                            |                      |                      |
| Spurweite: | bis 1899: 1000 mm ab 1899: 1435 mm |                      |                      |
| |                                    |                      |                      |
| \| \| \| von Friedberg \| \| \| \| 0,00 \| Villingen (Oberhess) \| Villingen (Oberhess) \| \| \| \| nach Mücke \| \| \| \| 3,11 \| Ruppertsburg \| Ruppertsburg \| \| \| \| Horloff \| \| \| \| 4,530 \| Friedrichshütte \| Friedrichshütte \| |                                    |                      |                      |
| Strecke (außer Betrieb) |                                    | von Friedberg        | von Friedberg        |
| Bahnhof (Strecke außer Betrieb) | 0,00                               | Villingen (Oberhess) | Villingen (Oberhess) |
| Abzweig geradeaus und nach rechts (Strecke außer Betrieb) |                                    | nach Mücke           | nach Mücke           |
| Bahnhof (Strecke außer Betrieb) | 3,11                               | Ruppertsburg         | Ruppertsburg         |
| Brücke über Wasserlauf (Strecke außer Betrieb) |                                    | Horloff              | Horloff              |
| Betriebs-/Güterbahnhof Streckenende (Strecke außer Betrieb) | 4,530                              | Friedrichshütte      | Friedrichshütte      |

Die Bahnstrecke Villingen–Friedrichshütte war eine 4,53 Kilometer lange Nebenbahn in Hessen. Sie zweigte in Villingen von der Bahnstrecke Friedberg–Mücke ab und führte über Ruppertsburg zur Eisengießerei Friedrichshütte.

## Geschichte
Die Großherzoglich Hessischen Staatseisenbahnen eröffneten die Verbindung am 1. Juni 1890 zunächst als meterspurige Pferdebahn, diese Anschlussbahn diente vorwiegend dem Güterverkehr der Friedrichshütte. Im Bahnhof Villingen (Oberhess) mussten die Güter entsprechend umgeladen werden. Unter Regie der mittlerweile zuständigen Preußischen Staatseisenbahnen wurde die Strecke zum 1. April 1899 auf Normalspur umgebaut. Zunächst fand jedoch weiterhin lediglich Güterverkehr sowie Werkspersonenverkehr für die Bergleute statt. Erst am 1. Dezember 1907 wurde der öffentliche Personenverkehr bis Ruppertsburg aufgenommen.
Der 1,42 km lange Abschnitt Ruppertsburg–Friedrichshütte blieb weiterhin Privatanschussgleis, auf dem neben Güterverkehr auch zeitweise Personenverkehr durchgeführt wurde. Dieser Abschnitt wurde bereits 1929 aufgelassen und die Gleise 
abgebaut, nachdem die chemische Fabrik auf der Friedrichshütte ihre Produktion eingestellt hatte. Am 31. Mai 1959 folgte die Betriebseinstellung für die verbliebene Strecke von Villingen bis Ruppertsburg.